# كارلوس راش
كارلوس راش Carlos Rasch (ولد في 6 أبريل 1932 في كوريتيبا في البرازيل) كان من أدباء الخيال العلمي في ألمانيا الشرقية.

## حياته
في عام 1938 انتقل كارلوس مع أبويه إلى ألمانيا. عمل في البداية خراطا، ثم عمل في وكالة الأنباء العامة (ADN) في ألمانيا الشرقية في عام 1951. وكتب في تلك الفترة التي عمل فيها مخبرا صحفيا أولى رواياته الخيالية. ثم تفرغ في سنة 1965 للكتابة الحرة. وتوالت رواياته وقصصه حتى عام 1975. وقد كتب راش للتلفزيون الألماني الشرقي قصصا للخيال العلمي. إلا أنه أصيب بالتجاهل فيما بعد وصار يقتات بعدة مهن أخرى وينشر بعض الأعمال تحت اسم مستعار. وظل يعمل بعد عام 1990 في جريدة Maerkischen Allgemeinen Zeitung في بوتسدام. إلى أن أحيل إلى التقاعد في عام 1997.

## من أعماله
- الكوكب الأزرق 1963
- في ظل البحر العميق (رواية مستقبلية 1965)
- سفينة الفضاء الغير أرضية 1967

## وصلات خارجية
- كارلوس راش على موقع IMDb (الإنجليزية)
- كارلوس راش على موقع أول موفي (الإنجليزية)

- كارلوس راش  على قاعدة بيانات الخيال التأملي على الإنترنت

1. ↑   https://trauer.moz.de/traueranzeige/carlos-rasch. {{استشهاد ويب}}: |url= بحاجة لعنوان (مساعدة) والوسيط |title= غير موجود أو فارغ (من ويكي بيانات) (مساعدة)